# Вишняускас, Видмантас
Видмантас Витаутович Вишняускас (лит. Vidmantas Vyšniauskas; 23 сентября 1969) — советский и литовский футболист, полузащитник.

## Биография
Выступал за «Таврию» как в чемпионате СССР, так и в чемпионате Украины. Выиграл с командой первый чемпионат Украины. Позже выступал за клубы низших лиг чемпионата Германии.
Сыграл 2 матча за сборную Литвы в 1992 году.

## Достижения
- Чемпион Украины (1): 1992